# アルセナミド
アルセナミド（英：Arsenamide）またはチアセタルサミド（thiacetarsamide）（商品名Caparsolate）はヒ素を含む化合物である。イヌのフィラリアとトリコモナスに対する化学療法剤として提案されている。